# Update Magazine
Update Magazine was een Nederlands danceblad uit de jaren 90. De oprichter was Alex van Oostrom. Eerder verscheen het als krant met de naam Dance Update als een uitgave van Dance Connexion te Baarn in zowel Nederland als België. Update Magazine was een uitgave van Update Media B.V. te Amsterdam. Hoofdredactrice was Jeanine Albronda.
In 1997 fuseerde het blad met zijn grootste concurrent: Bassic Groove. Dat blad ging eind 2003 failliet.